# Morgan Ciprès
Morgan Ciprès (* 24. April 1991 in Melun) ist ein ehemaliger französischer Eiskunstläufer, der im Paarlauf startete.

## Karriere
Ciprès errang mit seiner Eiskunstlaufpartnerin Vanessa James mit Bronze bei der Europameisterschaft 2017 in Ostrava seine erste Medaille bei Europameisterschaften. Im Jahr darauf errang das Paar mit Bronze bei der Weltmeisterschaft in Mailand auch seine erste Medaille bei Weltmeisterschaften.
Bei der Europameisterschaft 2019 in Minsk wurden Morgan Ciprès und Vanessa James mit persönlichen Bestleistungen in allen Segmenten Europameister. Damit waren sie erst das zweite französische Eiskunstlaufpaar seit Andrée Brunet und Pierre Brunet 1932, dem das gelang sowie die ersten nicht-russischen und nicht-deutschen Europameister seit 1958, als die Tschechoslowaken Věra Suchánková und Zdeněk Doležal gewannen.
Im Jahr 2020 erklärten Vanessa James und Morgan Ciprès gemeinsam ihren Rücktritt vom aktiven Wettkampf, nachdem die Staatsanwaltschaft Florida Ermittlungen gegen Ciprès wegen sexueller Belästigung einer minderjährigen Eiskunstläuferin aus seiner Trainingsgruppe aufgenommen hatte.

## Ergebnisse

### Paarlauf
(mit Vanessa James)
| Meisterschaft / Jahr           | 2012 | 2013 | 2014 | 2015 | 2016 | 2017 | 2018 | 2019 |
| ------------------------------ | ---- | ---- | ---- | ---- | ---- | ---- | ---- | ---- |
| Olympische Winterspiele        |      |      | 10.  |      |      |      | 5.   |      |
| Weltmeisterschaften            | 16.  | 8.   | 10.  | 9.   | 10.  | 8.   | 3.   | 5.   |
| Europameisterschaften          | 6.   | 4.   | 5.   | 5.   | 4.   | 3.   | 4.   | 1.   |
| Französische Meisterschaften   | 2.   | 1.   | 1.   | 1.   | 1.   | 1.   | Z    | 1.   |
|                                |      |      |      |      |      |      |      |      |
| Grand-Prix-Wettbewerb / Saison | 2012 | 2013 | 2014 | 2015 | 2016 | 2017 | 2018 | 2019 |
| Grand-Prix-Finale              |      |      |      |      |      |      |      | 1.   |
| Skate Canada                   |      |      |      | 5.   |      |      | 3.   | 1.   |
| Skate America                  |      | 4.   | Z    |      |      | 4.   |      |      |
| NHK Trophy                     |      |      |      |      | 6.   |      |      |      |
| Trophée Eric Bompard           | 8.   | 6.   | 5.   | 5.   | 2.   | 3.   | 2.   | 1.   |